# Hecate Chasma
Hecate Chasma is een kloof op de planeet Venus. Hecate Chasma werd in 1982 genoemd naar Hekate, een chthonische godin uit de Griekse mythologie.
De kloof heeft een lengte van 3145 kilometer en bevindt zich in het noordwesten van het gelijknamige quadrangle Hecate Chasma (V-28).